# Душан Дугалић
Душан Дугалић (Драгољ код Горњег Милановца, 1. мај 1910 — Оборци код Доњег Вакуфа, 14. јул 1942), учесник Народноослободилачке борбе и народни херој Југославије.

### Биографија
Рођен је 1. маја 1910. године у селу Драгољу, код Горњег Милановца. Потиче из средње имућне породице, његов отац Светислав био је учитељ. Као гимназијалац, припадао је револуционарном омладинском покрету, због чега је неколико пута искључиван из школе. Пошто је променио неколико гимназија, седми и осми разред је полагао приватно.
Године 1932. се запослио у Војно-техничком заводу у Крагујевцу, али је као политилки несигуран био отпуштен из службе. Касније је се запослио као заступник издавачког предузећа „Нолит“ из Београда. Књиге које је добијао за продају је и читао, па је на тај начин допунио образовање и стекао сазнања о марксизму. Извесно време је и радио као новинар листа „Правда“, али је због својих политичких ставова, био више пута хапшен, због чега је изгубио службу.
Напад сила Осовина на Краљевину Југославију, 6. априла 1941. године, затекао га је на одслужењу војног рока у месту Кавадарцима у Македонији. Заједно с групом бораца из своје јединице, одбио је да се преда и покушао да се пробије у Солун, где су планирали да ће са Савезницима наставити борбу против Немаца. Пошто су Немци пре њих стигли и заузели Солун, Душан је одлучио да се врати кући. Са пуном ратном опремом дошао је кући, и убрзо се повезао са члановима Народноослободилачког покрета (НОП), који су радили на организовању устанка.
Активно је учествовао у припреми оружаног устанка. Радио је на прикупљању оружја, организовању људи, сакупљању ратног и санитетског материјала и др. Био је један од првих бораца Првог шумадијског партизанског одреда, формираног јула 1941. године. Као једном од храбријих бораца био му је поверен пушкомитраљез. После борбе, код Горње Трешњевице, у којој су потпуно разбијени недићевци, Душан је унапређен за команданта Првог батаљона Првог шумадијског одреда.
Под Душановом командом, батаљон је водио многе успешне борбе против окупатора — на путу Београд-Крагујевац, у околини Чумића, на брду Светиња и др. Током борби у Првој непријатељској офанзиви, Душан је повлачећи се са својим батаљоном, кроз родно село уништио немачку посаду и запалио два аутобуса. У марту 1942. године, са својим батаљоном ушао је у састав тада формиране Друге пролетерске ударне бригаде и постао командант Трећег батаљона. У чланство Комунистичке партије Југославије (КПЈ) примљен је 1942. године.
Погинуо је 14. јула 1942. године у борби с немачко-усташким снагама, у селу Оборцима, код Доњег Вакуфа.
Указом Председништва Антифашистичког већа народног ослобођења Југославије (АВНОЈ), 13. марта 1945. године, међу првим борцима Народноослободилачке војске, проглашен је за народног хероја.
Читава Душанова породица је учествовала у Народноослободилачкој борби. Мајка Даринка (1891) и сестра Љубица (1922), биле су од краја 1941. године заточене као таоци у Бањичком логору. Мајка му је од последица мучења у логору умрла априла 1942, док му је сестра убрзо после тога пуштена. Душанов млађи брат Михаило Миле (1913—1941), пре рата је био учитељ у једном селу код Лазаревца. Као члан КПЈ активно је учествовао у организовању устанка. Недићевци су га ухватили и предали Немцима, који су га стрељали у децембра 1941. године у Горњем Милановцу.
По њему је названа Специјална основна школа „Душан Дугалић”.